# Colégio Estadual Regente Feijó

O Colégio Estadual Regente Feijó é uma escola pública brasileira de ensino médio e técnico, localizada no município de Ponta Grossa. O colégio recebeu autorização de funcionamento em 21 de fevereiro de 1927, através do Parecer nº 11, publicado no Diário Oficial da União nº 5052, de 5 de março de 1927 e recebeu o nome em homenagem a Diogo Antônio Feijó.
Sua finalidade consiste em ofertar o ensino médio, bem como o ensino técnico (integrado e subsequente), tendo como entidade mantenedora o Governo do Estado do Paraná. Atualmente, o colégio conta com 25 (vinte e cinco) salas de aula disponíveis para atender cerca de 2.700 alunos (2008).
O Colégio Estadual Regente Feijó, está localizado à Rua do Rosário, 194, Centro, no município de Ponta Grossa, Paraná. O edifício foi tombado patrimônio histórico em 1990.